# 허준 (소설가)
허준(許俊, 1910년~?)은 일제강점기의 시인이자 소설가이다.
평안북도 용천에서 태어났으며, 중앙 고보와 일본 호세이 대학을 졸업했다. 조선일보 기자를 역임했고, 1935년 시 〈모 체〉를, 1936년에 단편 〈탁류(濁流)〉를 《조광(朝光)》에 발표하여 등단하였다. 만주를 거쳐 광복 후 조선민주주의인민공화국에 거주하였다. 
주요 작품으로 〈야한기(夜寒記)〉, 〈습작실에서〉, 〈잔등(殘燈)〉, 〈한식일기(寒食日記)〉 등이 있으며, 작품집으로 《잔등》(을유문화사, 1946)이 있다. 그는 해방기의 현실과 인간의 내면 세계를 깊이 있게 탐구한 작가였다.